# 南方刺鱥
南方刺鱥（學名：Lepidomeda aliciae）為輻鰭魚綱鯉形目雅羅魚科的其中一種，被IUCN列為易危保育類動物，分布於北美洲美國猶他州的猶他湖和塞維爾河流域，體長可達15公分，棲息在沙泥底質、流速緩慢的溪流或湖泊、水塘，受到棲地破壞及外來種入侵，如褐鱒，導致族群數量減少。